# Lutz Reitemeier

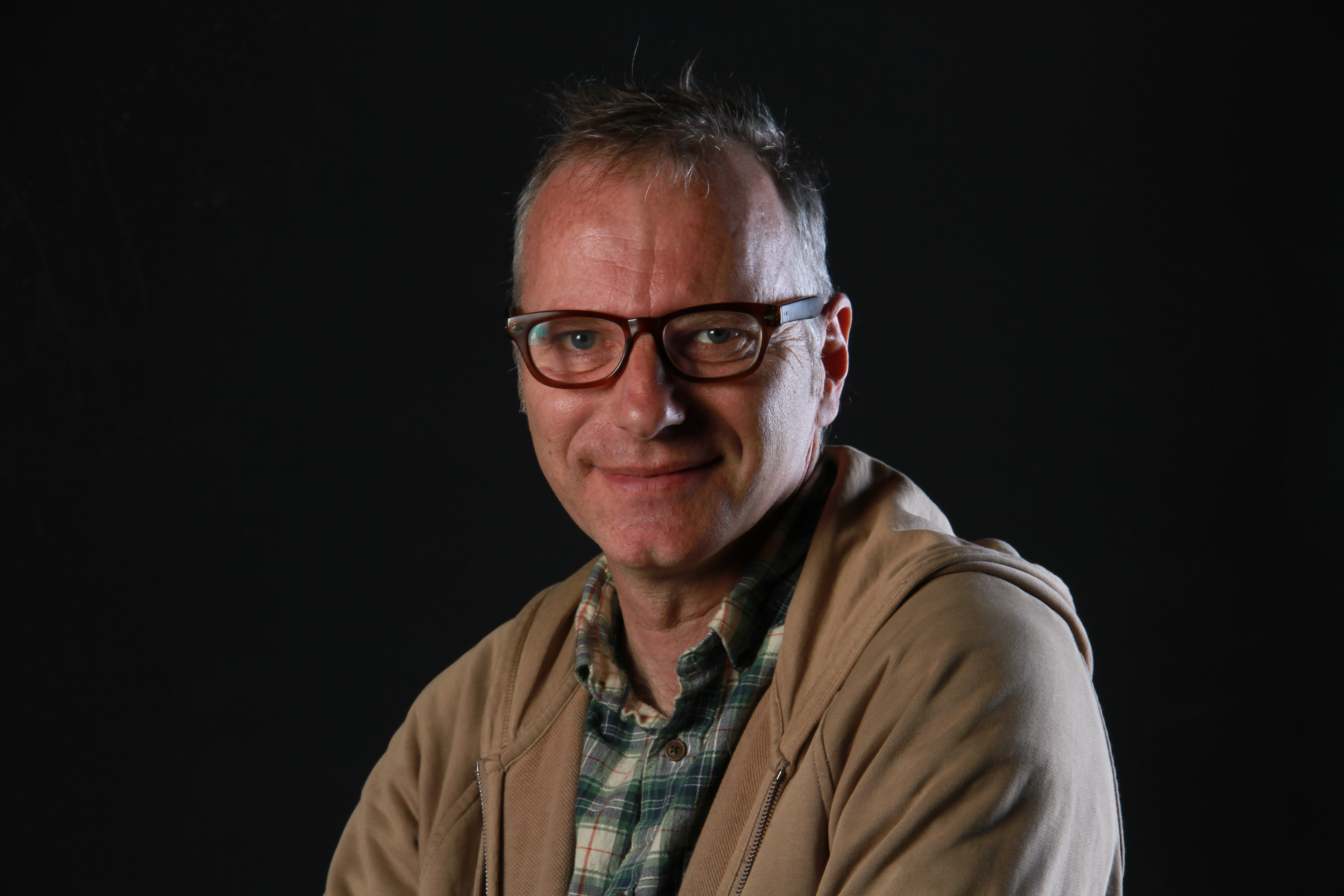
Lutz Reitemeier auf der Jahreshauptversammlung des Bundesverbandes Kinematografie, Hamburg 2015

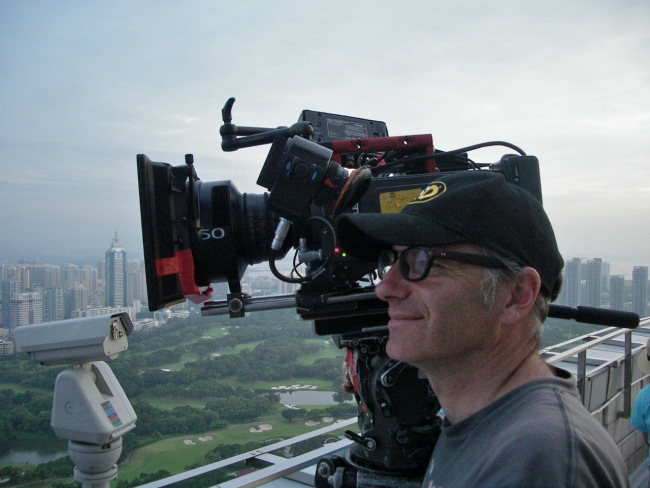
Dreharbeiten zu Made in China 2013, Hong Kong

Lutz Reitemeier (* 1963 in Stuttgart) ist ein deutscher Kameramann, der im Bereich Spielfilm und Dokumentarfilm arbeitet.

## Leben
Reitemeier absolvierte nach der Filmschule ein Kopierwerkspraktikum (Atlantic Film Hamburg), gefolgt von einer langjährigen Tätigkeit als Kameraassistent im Spiel- und Dokumentarfilmbereich, wo er unter anderem mit Regisseuren wie Werner Herzog und Roland Emmerich zusammenarbeitete. An der Seite von Karl Walter Lindenlaub assistierte er 1990 seinem schwäbischen Landsmann Emmerich an dessen vorerst letzten deutschen Film Moon 44. Später absolvierte er bei Jörg Schmidt-Reitwein als Kameraassistent wichtige Lehrjahre. 
Seit 1994 ist Lutz Reitemeier national und international arbeitender Kameramann. 
Zu seinen ersten Arbeiten zählt u. a. der Film Die Ueberlebenden von Andres Veiel. Ein weiteres frühes Werk Reitemeiers mit mehrfacher Auszeichnung ist Solveig Klaßens Dokumentarfilm Jenseits von Tibet – Eine Liebe zwischen den Welten. Anschließend folgten drei weitere Dokumentarfilme in der Volksrepublik. Während des chinesischen Neujahrsempfang bei der Berlinale 2000 begegnete er Regisseur Wang Quan’an. Zwei Jahre später präsentierten die beiden dort ihren ersten gemeinsamen Spielfilm The Story of Ermei. 
Sein dritter Spielfilm in China und die zweite Zusammenarbeit mit Wang Quan’an führte zum Film Tuyas Hochzeit, der mit mongolischen Laiendarstellern realisiert den Hauptpreis der 57. Internationalen Filmfestspiele von Berlin, den Goldenen Bären, gewann. 2010 folgte Tuan Yuan, als Berlinale Eröffnungsfilm, der mit dem Silbernen Bären ausgezeichnet wurde. 
Neben Spielfilmarbeiten arbeitet Reitemeier auch an Dokumentarfilmen, -spielen und Dokumentationen u. a. mit Julian Benedikt, Florian Gallenberger, Michael Hofmann, Haayfa al Mansour, Nir Bergman und Gordian Maugg. 
2012 gewann er für seine Kameraarbeit an Bai lu yuan (White Deer Plain) den Silbernen Bären für eine herausragende künstlerische Leistung. Sein Spielfilm "Das Mädchen Wadjda" wurde bei den internationalen Filmfestspielen in Venedig 2012 mit dem Publikumspreis ausgezeichnet.
Lutz Reitemeier ist u. a. Mitglied der Deutschen Filmakademie, des Berufsverbandes Kinematografie (BVK) und der Arbeitsgemeinschaft Dokumentarfilm (Ag Dok) und als Dozent an Filmschulen im In- und Ausland tätig.

## Filmografie (Auswahl)
- 1994: 10 Jahre, (Kurzfilm)
- 1994: Samstags, (Kurzfilm)
- 1995: Die Überlebenden, (Dokumentarfilm, Grimme-Preis)
- 1996: Blue Note, (Dokumentarfilm)
- 1996: Fischknäbchen, (Kurzfilm)
- 1999: Tumber Narr, Heiliger Tor, (TV-Dokumentarfilm)
- 1998: Max und der Ursprung der Welt, (Kurzfilm)
- 2000: Jenseits von Tibet – Eine Liebe zwischen den Welten, (Dokumentarfilm, Bayr. Filmpreis)
- 2002: Der Totlacher, (Kurzfilm)
- 2002: Mein Vater, seine Familie und ich, (TV-Dokumentarfilm)
- 2004: Die Spielwütigen, (Dokumentarfilm, Berlinale Publikumspreis)
- 2004: Die chinesischen Schuhe, (Dokumentarfilm)
- 2004: The Story of Ermei (惊蛰,  Jīngzhé) (Spielfilm, Paris 2004)
- 2006: Denk ich an Deutschland in der Nacht... Das Leben des Heinrich Heine
- 2006: Tuyas Hochzeit (图雅的婚事,  Túyǎ de hūnshì) (Spielfilm, Goldener Bär, Berlinale 2007)
- 2008: Weaving Girl (纺织姑娘,  Fǎng zhī gū niang) (Spielfilm, Hauptpreis Filmfestival Toronto 2008)
- 2010: Together Apart (團圓 / 团圆,  Tuán yuán) (Spielfilm, Silberner Bär, Berlinale 2009)
- 2012: White Deer Plain (白鹿原,  Bái lù yuán) (Spielfilm, Silberner Bär, Beste Kamera, Berlinale 2011)
- 2013: Das Mädchen Wadjda (Spielfilm, Venice 2013, Oscar Vornomminierung 2013)
- 2014: Yona (Israel, Spielfilm, Kerala Int.Filmfestival 2015)
- 2014: Factoryboss (China, Spielfilm, Filmfestival Montreal, 2014)
- 2015: Halal Sex (Libanon, Spielfilm, Sundance Int.Filmfestival)
- 2016: Fritz Lang – Der andere in uns (Spielfilm, Hessischer Filmpreis)
- 2016: Saving Neta (Israel, Spielfilm, Jerusalem Int. Filmfestival, Audience Award)
- 2017: Magical Mystery oder: Die Rückkehr des Karl Schmidt (Spielfilm)
- 2019: Nimm Du ihn
- 20§0: Die Unbeugsamen
- 2020: The Strait Guys
- 2020: Die rote Kapelle
- 2023: Kleine Eheverbrechen